# Крокетт, Джон Макклэнахан
Джон Макклэнахан Крокетт (англ. John McClannahan Crockett; 26 декабря 1816, Ланкастер, Южная Каролина — 4 августа 1887, Даллас) — американский политик, 8-й вице-губернатор Техаса, мэр Далласа.

## Биография
Джон Крокетт родился 26 декабря 1816 года в Ланкастере, штат Южная Каролина. Он получил образование в местной Академии Франклина. Во время учёбы он начал заниматься бизнесом. В 1844 году Крокетт получил лицензию на юридическую практику. 17 марта 1837 года Крокетт женился на Кэтрин Полк.
В 1847 году Крокетт вместе с женой переехал в город Парис, а в 1848 году — в район Далласа, где его шурин, Уильям Хорд, занимал должность судьи округа. Там Крокетт занялся юридической практикой, а также был заместителем окружного секретаря. В 1850 году он стал членом комиссии колонии Мерсер. В 1851 году Крокетт был избран представителем Далласа в штате Техас. Он принимал участие во многих судебных процессах, одним из его оппонентов в первой половине 1850-х годов был судья Джон Джей Гуд.
2 февраля 1856 года Крокетт был выдвинут на мэра Далласа, а в 1857 году он был избран на эту должность, которую занимал на протяжении трёх сроков. В 1859 году Крокетт стал метеорологическим наблюдателем Смитсоновского университета, а в 1961 году — вице-губернатором Техаса.
В 1875 году Крокетт стал одним из основателей и членом исполнительного комитета ассоциации скаутов Далласа.